# Antoine Rebetez
Antoine Rebetez (1897 – Les Genevez, 28 gennaio 1980) è stato un ginnasta svizzero.

## Palmarès

### Olimpiadi
- Bronzo a Parigi 1924 nel cavallo con maniglie.
- Bronzo a Parigi 1924 nel concorso a squadre.